# Nemzeti bajnokság I 1904
Čtvrtý ročník Nemzeti bajnokság I 1904 (1. maďarské fotbalové ligy) se konal v roce 1904.
Turnaje se účastnilo již s devíti kluby, které byli v jedné skupině a hrály dvakrát každý s každým. Soutěž ovládl poprvé ve své klubové historii MTK Budapešť. Nejlepším střelcem se stal József Pokorny, který hrál za Ferencvárosi TC.